# شهید پرویز خان
شهید پرویز خان (انگلیسی: Shahid Parvez؛ زادهٔ ۱۴ اکتبر ۱۹۵۸) سی‌تار نواز موسیقی سنتی هندوستان است.